# 트로이 베이커
트로이 베이커(Troy Baker, 1975년 4월 1일 ~ )는 미국의 성우이자 음악가이다. 다수의 비디오 게임 작품에서 목소리 연기를 맡아 유명세를 얻었는데, 대표작으로는 《테일즈 오브 베스페리아》(2008년)의 유리 로웰, 《더 라스트 오브 어스》 시리즈의 조엘 밀러, 《바이오쇼크 인피니트》(2013년)의 부커 드윗, 《언차티드 4: 해적왕과 최후의 보물》(2016년)과 《언차티드: 잃어버린 유산》(2017년)의 사무엘 "샘" 드레이크, 《테일즈 프롬 더 보더랜드》(2014년)의 라이스 스트롱포크, 《파이널 판타지 XIII》(2010년)의 스노우 빌리어스, 《여신전생 페르소나 4》(2008년)의 칸지 타츠미, 《캐서린》(2011년)의 빈센트 브룩스, 《포트나이트》(2017년)의 에이전트 존스, 《미들 어스: 섀도우 오브 모르도르》(2014년)와 《미들 어스: 섀도우 오브 워》(2017년)의 탈리온, 《파 크라이 4》(2014년)의 페이건 민, 《메탈 기어 솔리드 V: 더 팬텀 페인》(2015년)의 리볼버 오셀롯, 《데스 스트랜딩》(2019년)과 《데스 스트랜딩 2: 온 더 비치》(2025년)의 히그스 모나한 등이 있다.
베이커는 현재 BAFTA 게임 어워드에서 2013년부터 2021년까지 5차례 연기상 후보에 올라 최다 후보 기록을 보유하고 있다.
또한 다양한 매체에서 배트맨, 조커, 호크아이, 로키의 목소리를 연기했으며, 《블리치》, 《강철의 연금술사 BROTHERHOOD》, 《나루토 질풍전》, 《코드기아스》, 《소울 이터》 등 여러 애니메이션의 영어 더빙에도 참여했다. 과거에는 얼터너티브 록 밴드 트립 폰테인의 리드 보컬이자 리듬 기타리스트로 활동하며 《랜덤 쏘츠 온 어 페이퍼 냅킨》(2004년) 앨범을 발매했다. 이후 솔로 앨범 《시팅 인 더 파이어》(2014년)를 발매했고, 후에 자신의 백업 밴드와 함께 밴드명을 윈도우 투 더 애비로 변경하여 《무빙 어라운드 바이어스》(2017년) 앨범을 발매했다.

## 목소리 출연작
- 브라더스 인 암스 시리즈 - 매튜 베이커(비디오 게임 데뷔작)
- 트랜스포머: 워 포 사이버트론 - 제트파이어, 센티널 제타 프라임
- 트랜스포머: 폴 오브 사이버트론 - 제트파이어, 재즈
- 트랜스포머 로봇 인 디스가이즈 - 스틸조, 벡터 프라임
- 철권: 브라이언 퓨리
- 콜 오브 듀티: 어드밴스드 워페어 - 잭 미첼
- 바이오쇼크 인피니티: 부커 드윗
- 인피니티 블레이드3 - 사이러스
- 더 라스트 오브 어스: 조엘
- 인퍼머스 세컨드 선 - 델신 로우
- 언차티드4 - 새뮤엘 드레이크
- 세인츠로우 시리즈 - 남자목소리 1
- 배트맨: 더 롱 할로윈, 파트 투 - 조커
- 인디아나 존스: 그레이트 서클 - 인디아나 존스 박사(해리슨 포드)